# ذا بويز
ذا بويز (بالإنجليزية The Boys) كانت فرقة ريذم أند بلوز أميركية مكوّنة من أربعة أخوة من عائلة عبد الصمد وهم:
- خيري عبد الصمد - Khiry Abdulsamad - المولود في 8 نوفمبر 1973
- حكيم عبد الصمد - Hakim Abdulsamad - المولود 26 مارس 1975
- تاج عبد الصمد - Tajh Abdulsamad - المولود 8 ديسمبر 1976
- بلال عبد الصمد - Bilal Abdulsamad - المولود في 17 أبريل 1979

كانت الفرقة رائجة بين عامي 1984 و 1993 مع ثلاثة ألبومات وعدد من السينغلز في قائمة ريذم أند بلوز الأميركية وكانت تصدر الإسطوانات عبر شركة موتاون الشهيرة
عادت الفرقة لفترة ثانية ابتداء من 2000 ولكن تحت اسم جديد هو Suns of Light

## الألبومات
- 1988: Messages From The Boys
- 1990: The Boys
- 1992: The Saga Continues

## الأغنيات
- 1988: Dial My Heart
- 1989: Lucky Charm
- 1989: A Little Romance
- 1989: Happy
- 1990: Crazy
- 1990: Thing Called Love
- 1991: Thanx 4 the Funk
- 1992: Tonite
- 1992: The Saga Continues
- 1992: Doin It Wit the B
- The boy :2011

## وصلات خارجية
- ذا بويز على موقع ميوزك برينز (الإنجليزية)
- ذا بويز على موقع ديسكوغز (الإنجليزية)